# La Galaxie Internet

La Galaxie Internet est un essai de Manuel Castells publié en 2001 chez Oxford University Press.
Il s'agit d'un essai sur les transformations de l'économie, de la politique et de la société à la suite de l'apparition d'Internet. Le titre du livre est inspiré de La Galaxie Gutenberg de Marshall McLuhan.

## Résumé
La Galaxie Internet est publié deux ans après la parution de la trilogie l'Ère de l'information, dans laquelle Manuel Castells fait une réflexion sur l'évolution du capitalisme à l'ère de l'essor des nouvelles technologies de l'information et de communication. La Galaxie Internet constitue, selon certains, un prolongement de cette trilogie puisqu'il aborde les mêmes thèmes mais en se concentrant particulièrement sur l'influence d'internet sur la société,.
Le livre est séparé en 9 chapitres. L'auteur commence en exposant l'histoire de l'Internet en mettant l'accent sur son développement entre les années 1962 et 1995, soit l'apparition d'ARPANET et du World Wide Web qui auraient largement contribué à son essor. Il analyse ensuite les transformations de l'économie, de la politique et de la société à la suite de l'apparition d'Internet. Il aborde aussi les thèmes de la fracture numérique et des défis de la société en réseaux.

## La culture d'Internet
La majeure partie du livre est consacrée à la théorie de Castells selon laquelle Internet serait le produit de quatre cultures:

### Les chercheurs
Internet naît dans les milieux universitaires, plus précisément dans les centres de recherche occupés par des intellectuels, des professeurs et des étudiants.

### Leshackers
Ce serait grâce à la culture hackers que l'idée de liberté de partage et de coopération valorisée sur Internet serait née. Le but des hackers serait de veiller à la préservation de l'Internet comme « bien collectif ».

### Les communautés virtuelles
Ce sont les différents utilisateurs d'internet qui ont contribué à la production culturelle, c'est-à-dire les messageries, les jeux multijoueur, les forums et toute forme de sociabilité virtuelle. Contrairement aux hackers qui ont bâti la technique d'internet, les communautés virtuelles en ont construit l'utilisation.

### Les entrepreneurs
Castells explique que « La grande expansion d’Internet, celle qui l’a propulsé des cercles fermés des experts et des communautés à l’ensemble de la société a été l’œuvre des entrepreneurs ».